# Alfredo Anderson
Alfredo Anderson (Colón, 31 oktober 1978) is een Panamees voormalig voetballer die als aanvaller speelde.

## Clubcarrière
Anderson begon zijn carrière in 1998 bij Plaza Amador. Anderson speelde tussen 1999 en 2007 voor Charleston Battery, CD Árabe Unido en Omiya Ardija. Anderson beëindigde zijn spelersloopbaan in 2007.

## Interlandcarrière
Anderson debuteerde in 2000 in het Panamees nationaal elftal en speelde 12 interlands.